# Phon Thong (huyện)
Phon Thong (tiếng Thái: โพนทอง) là một huyện (amphoe) ở phía bắc của tỉnh Roi Et, Thái Lan.

## Địa lý
Các huyện giáp ranh (từ phía đông theo chiều kim đồng hồ) là: Moei Wadi, Nong Phok, Selaphum, Pho Chai của tỉnh Roi Et, Kuchinarai của tỉnh Kalasin.

## Lịch sử
Huyện đã được lập ngày 23 tháng 11 năm 1919, gồm 2 tambon từ huyện Selaphum, hai từ Kamalasai và hai từ Kuchinarai. Một  tambon nữa đã được tách từ huyện Din Daeng, huyện được giải thể cùng ngay, 6 tambon khác từ Din Daeng đã được chuyển sang cho Saeng Badan.
Năm 1939, huyện này và tambon chính đã được đổi tên thành Waeng, tên của huyện đã được đổi lại thành Phon Thong.

## Hành chính
Huyện này được chia thành 14 phó huyện (tambon), các đơn vị này lại được chia ra thành 190 làng (muban). Waeng là một thị trấn (thesaban tambon) nằm trên một phần của tambon Waeng và Sa Nokkaeo. Có 14 Tổ chức hành chính tambon.
| STT. | Tên            | Tên Thái  | Số làng | Dân số |  |
| ---- | -------------- | --------- | ------- | ------ |  |
| 1.   | Waeng          | แวง       | 12      | 10.695 |  |
| 2.   | Khok Kok Muang | โคกกกม่วง  | 12      | 5.965  |  |
| 3.   | Na Udom        | นาอุดม     | 17      | 6.746  |  |
| 4.   | Sawang         | สว่าง      | 12      | 7.566  |  |
| 5.   | Nong Yai       | หนองใหญ่   | 15      | 11.462 |  |
| 6.   | Pho Thong      | โพธิ์ทอง    | 17      | 10.092 |  |
| 7.   | Non Chai Si    | โนนชัยศรี   | 18      | 9.648  |  |
| 8.   | Pho Si Sawang  | โพธิ์ศรีสว่าง | 13      | 5.365  |  |
| 9.   | Um Mao         | อุ่มเม่า     | 12      | 5.387  |  |
| 10.  | Kham Na Di     | คำนาดี     | 12      | 8.656  |  |
| 11.  | Phrom Sawan    | พรมสวรรค์  | 11      | 5.529  |  |
| 12.  | Sa Nok Kaeo    | สระนกแก้ว  | 15      | 8.119  |  |
| 13.  | Wang Samakkhi  | วังสามัคคี   | 11      | 7.441  |  |
| 14.  | Khok Sung      | โคกสูง     | 13      | 5.677  |  |